# ام۲ برونینگ
ام۲ برونینگ (به انگلیسی: M2 Browning) تیربار سنگین کالیبر ۱۲٫۷ م‌م (۰٫۵۰ اینچی) است که جان برونینگ طراح سلاح آمریکایی در اواخر جنگ جهانی اول آن را طراحی کرد. این تیربار از سال ۱۹۱۸ تاکنون به‌طور گسترده‌ای مورد استفاده نیروهای مسلح آمریکا در جنگ‌های جهانی دوم، جنگ کره، جنگ ویتنام، جنگ عراق و جنگ افغانستان قرار گرفته و هنوز هم تیربار سنگین اصلی کشورهای عضو ناتو و بسیاری از کشورهای دیگر دنیا است. در حال حاضر کارخانه‌های جنرال داینامیکس و یواس اوردننس سازنده ام۲ برونینگ در آمریکا هستند و شرکت بلژیکی فابریک ناسیونال نیز از دهه ۱۹۳۰ به تولید این تیربار اقدام می‌کند.
ام۲ شباهت بسیار زیادی به تیربار متوسط ۷٫۶۲ م‌م ام۱۹۱۹ برونینگ دارد که آن را هم جان برونینگ طراحی کرده، با این تفاوت که بزرگتر از آن است و فشنگ‌های پرقدرت‌تر و بزرگتر ۰٫۵۰ بی‌ام‌جی (۱۲٫۷x۹۹ میلی‌متری) را شلیک می‌کند که برای استفاده همین تیربار اختراع شده و نام آن یعنی بی‌ام‌جی هم مخفف برونینگ مشینگان به معنی تیربار برونینگ است. طول سلاح ۱ متر و ۶۵ سانتی‌متر و طول لوله آن ۱ متر و ۱۴ سانتی‌متر است. وزن سلاح هم ۳۸٫۵ کیلوگرم و وزن لوله ۱۳ کیلوگرم است. نواخت تیر تئوریک آن ۴۸۵ تا ۶۳۵ در دقیقه و برد مؤثر آن ۲ هزار متر است.

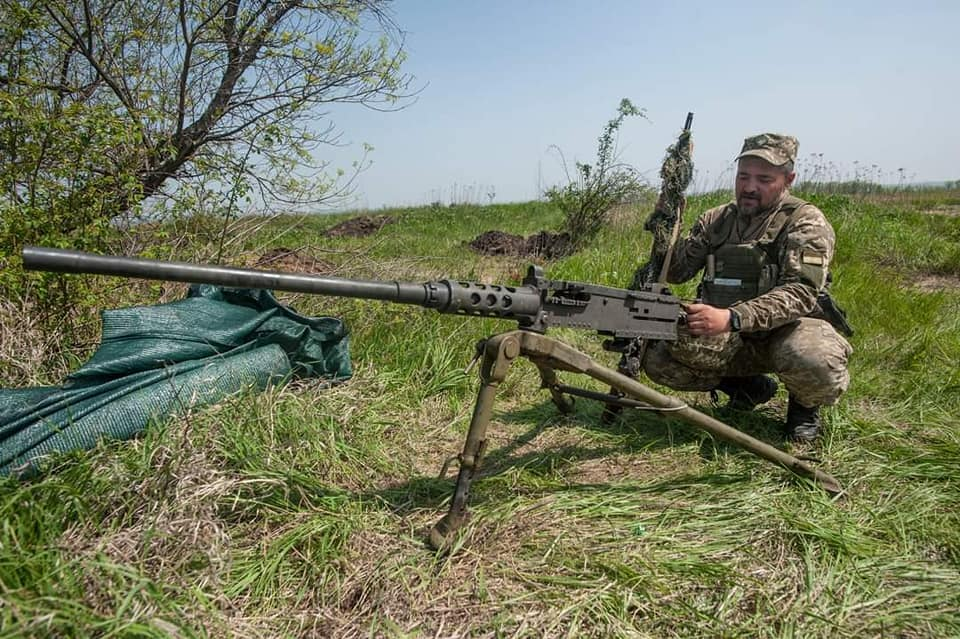
سرباز نیروهای مسلح اوکراین با مسلسل ام ۲ برونینگ

از این سلاح در نقش‌های مختلفی از جمله سلاح پشتیبان پیاده‌نظام، مسلسل خودروهای زره‌پوش جنگی، سلاح کشتی‌ها و قایق‌ها، مسلسل هواگردها و مسلسل ضدهوایی استفاده می‌شود. ام۲ برونینگ سلاحی اتوماتیک با آتش انتخابی است که با نوار فشنگ تغذیه شده و با فشار هوا خنک می‌شود. این سلاح با مقدار محدودی مهمات در مسافت‌های کوتاه قابل جابجایی است.
ام۲ برونینگ باتوجه به دقت بالایی که دارد در نقش سلاح تک‌تیرانداز هم استفاده شده‌است. کارلوس هتکاک تفنگدار دریایی آمریکا سال ۱۹۶۷ در جنگ ویتنام موفق شد از مسافت ۲۲۸۶ متری سرباز دشمن را از پای درآورد که این رکورد تا سال ۲۰۰۲ پای بر جا مانده بود.